# Leslie Nicholson
Arthur Leslie Nicholson (* 1902; † 1969) (Pseudonym John Whitwell) war ein britischer Nachrichtendienstler.

## Leben und Tätigkeit
In den 1920er Jahren gehörte Nicholson der britischen Besatzungsarmee in Wiesbaden an, wo er erstmals mit nachrichtendienstlichen Fragen befasst wurde. Kurz nach der Auflösung der Besatzungsarmee im Jahr 1929 wurde er, damals im Rang eines Captains stehend, vom britischen Secret Intelligence Service (SIS, auch bekannt als MI 6) als Agent angeworben. In der Folge leitete Nicholson – der die deutsche und französische Sprache beherrschte – von 1930 bis 1934 in der Nachfolge von Harold Gibson als station chief das geheime Büro des SIS in Prag: Zur Tarnung erhielt er den Rang eines Bearbeiters für Passangelegenheiten (Passport Control Officer) bei der dortigen britischen diplomatischen Vertretung. Die von ihm organisierten Geheimdienstoperationen waren hauptsächlich auf Deutschland und Ungarn gerichtet. 1934 wurde Nicholson Leiter (Station chief) des SIS-Büros in Riga, wo er bis 1940 blieb.
Seine nachrichtendienstliche Tätigkeit brachte Nicholson Ende der 1930er Jahre ins Visier der nationalsozialistischen Polizeiorgane, die ihn als wichtige Zielperson einstuften: Im Frühjahr 1940 setzte das Reichssicherheitshauptamt in Berlin ihn auf die Sonderfahndungsliste G.B., ein Verzeichnis von Personen, die im Falle einer erfolgreichen deutschen Invasion Großbritanniens durch die Sonderkommandos der SS-Einsatzgruppen mit besonderer Priorität ausfindig gemacht und verhaftet werden sollten.
Nach der Auflösung der SIS-Dienststelle in Riga aufgrund der damaligen sowjetischen Besetzung kehrte Nicholson im Herbst 1940 über Russland, Japan, den Pazifischen Ozean, Amerika und den Atlantik nach Großbritannien zurück, wo er von November 1940 bis Kriegsende im Hauptquartier des SIS in London tätig war. Ende 1945 wurde Nicholson nach Bukarest geschickt, wo er ein neues geheimes SIS-Büro aufbaute, um das sich dort nach dem Ende des Krieges entwickelnde kommunistische Regime zu beobachten.
1966 veröffentlichte Nicholson seine Erinnerungen an seine geheimdienstliche Karriere unter dem Pseudonym John Whitwell. Hintergrund der Veröffentlichung dieses Werkes – das direkt gegen eine Dienstvorschrift des Secret Service verstieß, die es Agenten und ehemaligen Agenten verbot, Memoiren und Berichte über ihre Aktivitäten im SIS zu veröffentlichten – war, dass Nicholson nach einer schweren Erkrankung seiner Ehefrau aus dem SIS ausgeschieden war und in der Folge von seinem ehemaligen Dienstherren eine nach seiner Auffassung nur unzulängliche Pension erhielt, die er durch die Veröffentlichung seines Buches – den ersten publizierten Memoiren eines Angehörigen des MI6 – aufzubessern gedachte. 
In seinen letzten Lebensjahren lebte Nicholson, zu diesem Zeitpunkt Alkoholiker und selbst an Krebs erkrankt, in ärmlichen Verhältnissen über einem Café im Londoner East End. Aufsehen erregten 1967 Zeitungsberichte aufgrund von Informationen des Journalisten Philip Knightley. In einem Interview mit Knightley hatte Nicholson geäußert, dass der damals im Fokus der britischen Öffentlichkeit stehende SIS-Agent Kim Philby, der als Doppelagent im Dienst der Sowjetunion enttarnt worden und nach dort geflohen war, in den 1940er Jahren zeitweise sogar Leiter der antisowjetischen Spionageabteilung des SIS gewesen war, gleichzeitig aber selbst ein Sowjetspion, was bis zu diesem Zeitpunkt erfolgreich vor der Öffentlichkeit geheim gehalten worden war.

## Schriften
- British Agent, William Kimber, London 1966. (Nachdruck 1997) (unter dem Pseudonym Leslie Nicholson)